# 井上三千男
井上 三千男（いのうえ みちお、1935年1月9日 - ）は、日本の俳優。本名は同じ。別名義:井上 三千雄。
神奈川県出身。神奈川県立横浜翠嵐高等学校卒業。サン・プロモーションに所属していた。
特技は落語、浪曲。

## 出演作品

### テレビドラマ

#### NHK
- 大河ドラマ
  - 風と雲と虹と（1976年） - 良兼の郎党
  - 黄金の日日（1978年） - 役人
  - 獅子の時代（1980年） - 看守戸山、漁師
  - 峠の群像（1983年） - 吉弘嘉左衛門
  - 徳川家康（1983年）
  - 春の波涛（1985年） - 刑事
  - 武田信玄（1988年） - 戸田真八郎
- NHK特集 / 明治の群像 海に火輪を 第8話「星亨」（1976年）
- 少年ドラマシリーズ / 未来からの挑戦（1977年）
- 日本巖窟王（1979年） - 庄作
- 男たちの旅路 第4部 第1話「流氷」（1979年）
- 土曜ドラマ / 松本清張シリーズ・天才画の女 第3話（1980年） - 刑事
- 水曜時代劇
  - 御宿かわせみ 第1シリーズ 第19話「鴉を飼う女」（1981年）
  - 立花登 青春手控え 第18話「あばよ」（1982年）
- ドラマスペシャル / ビゴーを知っていますか（1982年）
- 連続テレビ小説 / おしん 第68話、第69話（1983年）
- 銀河テレビ小説 / 殿様ごっこ（1988年）

#### NTV
- 白い牙 第12話「ピエロの泪」（1974年）
- 太陽にほえろ!
  - 第163話「逆転」（1975年） - 川上捜査係長
  - 第245話「刑事犬対ギャング犬」（1977年） - 出光興産若葉町給油所従業員
  - 第262話「誇り高き刑事」（1977年） - 貝山徹
  - 第277話「身代り」（1977年） - 雨坪明の小学校時代の担任
  - 第313話「真夏の悪夢」（1978年） - 派出所の警察官
  - 第324話「愛よさらば」（1978年） - 旭川署幹部
  - 第345話「告発」（1979年） - 下河原署刑事
  - 第368話「事件の背景」（1979年） - 東名自動車工場 工場長
  - 第382話「甘ったれ」（1979年） - 解体屋
  - 第421話「ドックとスニーカー」（1980年）
  - 第428話「ドック対ドッグ」（1980年） - 麻薬取締捜査官
  - 第451話「ゴリ、勝負一発!」（1981年） - 銃器室の署員
  - 第479話「怒りのラガー」（1981年） - 城北署刑事
  - 第497話「ゴリさんが拳銃を撃てなくなった!」（1982年） - 石塚の情報屋
  - 第538話「七曲署・1983」（1983年） - 浮浪者風の殺し屋
  - 第590話「怪盗107号」（1984年）
  - 第623話「マイコン刑事登場!」（1984年） - 刑事
  - 第634話「パブロフの犬」（1985年） - 城南署署員
  - 第657話「ドックの敵は白バイ?」（1985年） - 自動車修理工場長
  - 第670話「ドック潜入! 泥棒株式会社」（1985年） - 亜東印刷の印刷工
  - 第694話「出口のない迷路」（1986年） - 城南署刑事
- 伝七捕物帳 第84話「子はかすがい情けの絆」（1975年）
- 大追跡（1978年）
  - 第7話「札束と赤いバラ」
  - 第16話「暴行魔W」
- 俺たちは天使だ! 第13話「運が悪けりゃ死刑台」（1979年）
- 特命刑事 第6話「黒い狼」（1980年） - 高松（高松組）
- 幻之介世直し帖 第7話「はやぶさが二人いた!?」（1981年）
- 火曜サスペンス劇場
  - たそがれに標的を撃て（1982年）
  - 危機一髪の女（1982年）
  - 霖雨の時計台（1983年）
  - 六月の花嫁シリーズ（1987年）
    - 第3作「花嫁は眠れない」
    - 第4作「悪夢の花嫁」

  - 原子炉の蟹（1987年）
- 波の盆（1983年）
- 長七郎江戸日記 第1シリーズ 第71話「十手にかけた青春」（1985年） - 谷喜十郎
- あぶない刑事 第36話「疑惑」（1987年）

#### TBS
- 赤い絆 第2話「秘められた過去」（1977年）
- 水曜劇場
  - せい子宙太郎-忍宿借夫婦巷談 第24話「女の闘い」（1978年） - 藤原
  - 茜さんのお弁当（1981年）
    - 第7話「おもかげ橋事件」
    - 第10話「免許証が欲しい」
- 青春の門 第二部 第11話、第12話（1978年、MBS）
- 七人の刑事 第3シリーズ 第2話「第一通報者」（1978年）
- 人はそれをスキャンダルという 第10話「母子草」（1979年）
- 金曜ドラマ
  - 沿線地図 第15話（1979年） - 警察官
  - 突然の明日 第1話「婚約の二人の前に」、第2話「極限抱擁」（1980年）
- 木曜座 / 水中花 第7話「愛をください」（1979年）
- 噂の刑事トミーとマツ 第2シリーズ（1982年）
  - 第13話「トミマツ丸焼き! 死のピクニック」
  - 第20話「絶望! 火葬場行き死の特急便」
- 花王 愛の劇場
  - 流れる星は生きている（1982年）
  - 黒革の手帖（1984年）
- Gメン'82 第8話「ジングルベルに踊る死体」（1982年）
- 昭和四十六年 大久保清の犯罪（1983年）
- ザ・サスペンス / 影の複合（1983年）
- スチュワーデス物語 第9話「ダンス! ダンス!!」（1983年）
- 恋はミステリー劇場 / 団地日記 PARTI（1985年）
- おんな風林火山 第5話「死を呼んだ陰謀」（1986年）
- アリエスの乙女たち 第9話「愛なき妊娠」（1987年）
- 仮面ライダーBLACK RX 第14話「ひとみちゃん誘拐」（1988年） - ムーロン博士

#### CX
- 特捜記者 犯罪を追え 第3話（1974年、KTV）
- 逢えるかも知れない 第3話、第4話（1976年）
- 江戸の旋風シリーズ
  - 同心部屋御用帳 江戸の旋風II 第51話「十手魂の対決」（1977年）
  - 同心部屋御用帳 江戸の旋風IV 第1話「風と太鼓と風来坊」（1978年）
  - 同心部屋御用帳 新・江戸の旋風 第19話「手のひらいっぱいの幸せ」（1980年）
- 大空港 第8話「空からの殺人者」（1978年）※井上三千夫名義
- 大捜査線→大捜査線シリーズ 追跡（1980年）
  - 第21話「哀しみの一弾」
  - 第33話「恋人よ! ダンシング・オールナイト」
- 旅がらす事件帖 第20話「激突! 恐怖の阿修羅太鼓」（1981年）
- 闇を斬れ 第2話「春風に泣いた血汐花」（1981年）
- 同心暁蘭之介 第40話「火祭り変化」（1982年）
- 時代劇スペシャル
  - 佐武と市捕物控 第2作「斬る 入れ替わった死体の謎!」（1981年）
  - 御用船炎上（1982年）
- 暁に斬る! 第19話「（秘）尼寺の闇をあばけ」（1983年）
- 流れ星佐吉 第4話「恋と盗みの大勝負」（1984年）
- 金曜女のドラマスペシャル / 結婚前夜-消えた殺人事件-（1985年）
- 女ふたり捜査官 第19話「家政夫が来た!」（1987年）

#### NET→ANB
- 非情のライセンス
  - 第2シリーズ
    - 第58話「兇悪の雨に濡れて」（1975年） - 男
    - 第75話「兇悪のワイン」（1976年） - 杉谷

  - 第3シリーズ 第12話「兇悪の骨・肌を売る捜査官」（1980年）
- 敬礼!さわやかさん 第14話「四年目の友情」（1976年）
- ザ・カゲスター 第22話「毒魔人キノコンガ 誘拐作戦! 」（1976年） - 宮下博士（キノコンガ）
- 土曜ワイド劇場
  - 図ぶとい奴・危険な賭け（1978年）
  - 江戸川乱歩の美女シリーズ 第9作「赤いさそりの美女」（1979年） - 警察官
  - 混浴露天風呂連続殺人 第2作「にせ夫婦東北ツアー 運ばれた全裸死体」（1983年）
  - 津軽神話殺人事件（1988年）
- 特捜最前線
  - 第54話「ナーンチャッテおじさんがいた!」（1978年）
  - 第155話「完全犯罪・350ヤードの凶弾!」（1980年）
  - 第166話「それは、職務質問から始まった!」（1980年）
  - 第183話「未熟児を棄てた女!」（1980年）
  - 第194話「判事、ラブホテル密会事件!」（1981年）
  - 第214話「バラの花殺人事件!」（1981年）
  - 第222話「亡霊が見舞いに来る夜!」（1981年）
  - 第245話「冬のマンモス団地ミステリー!」（1982年）
  - 第260話「逮捕志願!」（1982年）
  - 第268話「壁の向うの眼!」（1982年）
  - 第290話「ふるさとの女!」（1982年）
  - 第309話「撃つ女!」（1983年）
  - 第345話「新春I 窓際警視の子守歌!」（1984年）
  - 第431話「単身赴任・妻たちの犯罪パーティー!」（1985年）
  - 第458話「終着駅の女III 東京駅・青山圭子の逃亡!」（1986年）
  - 第467話「死体彷徨・水の殺人トリック!」（1986年）
- ザ・ハングマンシリーズ
  - ザ・ハングマン（1981年）
    - 第13話「女ハングマン暁に死す」 - 刑事
    - 第43話「ふたり親分 相撃ち作戦」 - 興和経済互助会構成員

  - ザ・ハングマン6 第13話「少女連続殺人犯はロリコン先生!」（1987年） - 南原宿署刑事
- 西部警察 第95話「刑事の夜明け」（1981年） - 永田（永田組組長）
- 太陽戦隊サンバルカン 第40話「なかよし暗殺天使」（1981年） - コウモリ魔人（コウモリモンガー）
- 私鉄沿線97分署 第17話「うそ発見バトルロイヤル!」（1985年）
- 月曜ワイド劇場 / 再婚妻と非行少年（1985年）
- どうぶつ通り夢ランド 第2話「拒食症の子犬を救え!」（1986年）

#### 12ch→TX
- 紫頭巾 第12話「この女一万両なり」（1972年）
- 大江戸捜査網
  - 第201話「必死の逃亡者」（1975年）
  - 第232話「江戸に吹く凶悪の風」（1976年）
  - 第236話「殺しの陰謀」（1976年）
  - 第449話「戦慄 爆薬を抱く男」（1980年）
  - 第458話「十手に賭けた同心魂」（1980年）
  - 第484話「大虐殺 砂金の陰謀」（1981年）
  - 第498話「姫君七変化道中」（1981年）
  - 第510話「女飛脚は殺しの標的」（1981年） - 住田屋
  - 第592話「少年が襲う! 横浜無宿人狩り」（1983年）
  - 第600話「女殺し八王子千人軍団の謎」（1983年）
  - 第628話「おんな風呂殺しの湯煙り」（1984年）
  - 第639話「振り袖お玉 情炎ふたり旅」（1984年） - 吉田
- 忍者キャプター 第10話「怪奇! ロボット使い」（1976年） - 風魔あやつり
- ザ・スーパーガール 第45話「女囚エレジー 愛の終着駅」（1980年)
- そば屋梅吉捕物帳 第20話「闇に笑うけしの花」（1980年）
- ミラクルガール 第9話「女王の乳房を狙え」（1980年)
- 隠密・奥の細道 第8話「松島の波に砕けた母子舟」（1988年）

### 映画
- 野性の証明 （1977年） - 農民